# Малі Гайни
Малі Гайни́ (рос. Малые Гайны, башк. Кесе Гәйнә) — присілок у складі Міякинського району Башкортостану, Росія. Входить до складу Кожай-Семеновської сільської ради.
Населення — 62 особи (2010; 96 в 2002).
Національний склад:
- башкири — 82%